# Point-to-Point Protocol
Point-to-Point Protocol, förkortat PPP, är ett protokoll som vanligen används för att koppla upp en dator mot Internet via ett modem. Det ligger i lager två i OSI-modellen, vilket innebär att det hanterar datatransport, men inte den underliggande hårdvaran. Protokollet designades bland annat som en ersättare för det äldre protokollet SLIP.

## Automatisk konfigurering
Link Control Protocol (LCP) är en integrerad del av PPP och är definierad i samma specifikation. LCP erbjuder automatisk konfigurering av olika gränssnitt och för att välja den optimala verifieringen.
RFC 1994 beskriver Challenge-handshake authentication protocol (CHAP), som är att föredra när man upprättar en anslutning mot sin internetleverantör (ISP). Efter att anslutningen har upprättats så kommer flera inställningar att behöva göras. Det vanligaste protokollet, Internet Protocol Control Protocol (IPCP) finns tillgängligt, men också IPXCP och ATCP som en gång i tiden var väldigt populära.
Både PPP och Dynamic Host Configuration Protocol (DHCP) erbjuder stöd för automatisk konfiguration av gränssnitten. Medan DHCP primärt används för fler-punkt-tillgång, kan det också användas vid punkt-till-punkt-länkar men bara efter att PPP har konfigurerat nätverket och etablerat de nödvändiga länkarna.

## PPP-anknytningen: Aktivering och tillstånd
- "Död/Viloläge" (Dead), ingen aktiv uppkoppling eller bärare.
- "Etablerad" (Establish), när LCP-förhandlingen startar.
- "Verifiering" (Authenticate), när två noder verifierar varandra. Då används antingen PAP, eller CHAP.
- "Nätverk" (Network), när det mest lämpade NCP Network Control Protocol åberopas. IPCP används för att etablera en IP-service över nätverket.
- "Öppna" (Open), när transporten av själva datan börjar.
- "Upphörandet" (Terminate), när anknytningen vill upphöra.

## Multilänkad PPP
Multilänkad PPP kan koppla samman flera länkar mellan två system för att uppnå extra bandbredd. Multilänkad PPP baseras på IETF (Internet Engineering Task Force).